# Imnul Regal
„Imnul Regal” a fost Imnul de Stat al României, un simbol muzical al suveranității și mândriei naționale, personificate de Rege. Compoziția este folosită ca imn oficial al țării în perioadele în care forma de guvernământ este cea monarhică (Regatul României).
Imnul Regal român este cunoscut și sub denumirea de „Trăiască Regele!”, după cuvintele cu care începe prima strofă.
Chiar dacă monarhia română a fost desființată în decembrie 1947, atât Familia Regală, cât și simpatizanții monarhiei utilizează frecvent acest imn, cu ocazia sărbătorilor și a evenimentelor naționale oficiale. 

## Istoric

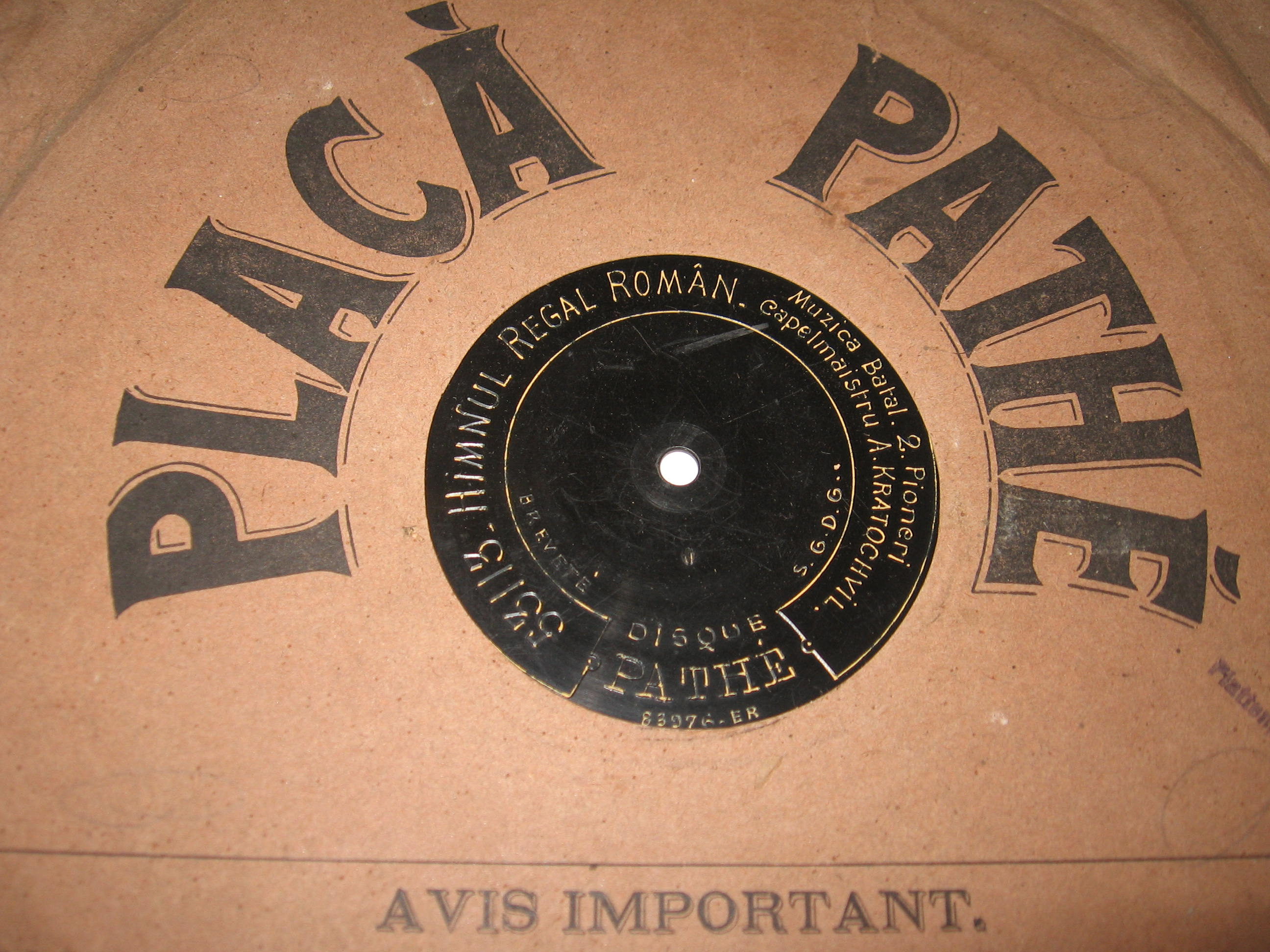
Imnul Regal, muzica Batalionului 2 Pionieri, înregistrare din anul 1910

Începând cu anul 1840 în Principatele Române s-a născut ideea unui imn național ce se cânta mai ales la festivitățile oficiale unde apărea domnitorul țării. În anul 1862, în timpul domniei lui Alexandru Ioan Cuza, s-a organizat un concurs pentru Imnul de Stat al României.  A fost reținută piesa „Marș triumfal și primirea steagului și a Măriei-Sale Prințul Domnitor” scris de Eduard Hübsch.  În anul 1881, cu prilejul încoronării regelui Carol I, poetul Vasile Alecsandri a scris textul „Imnului regal român”. Imnul s-a cântat în mod oficial pentru prima dată în România, în anul 1884, la încoronarea regelui Carol I. Imnul a fost preluat și inclus de George Enescu la sfârșitul lucrării sale Poema Română Op. 1 (1898). 

## Versuri
Trăiască Regele
În pace și onor
De țară iubitor
Și-apărător de țară.
Fie Domn glorios
Fie peste noi,
Fie-n veci norocos
În război, război.
O! Doamne Sfinte,
Ceresc părinte,
Susține cu a Ta mână
Coroana Română!
Trăiască Patria
Cât soarele ceresc,
Rai vesel pământesc
Cu mare, falnic nume.
Fie-n veci el ferit
De nevoi,
Fie-n veci locuit
De eroi, eroi.
O! Doamne Sfinte,
Ceresc Părinte,
Întinde a Ta mână
Pe Țara Română!